# Kavango

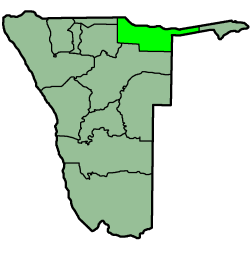
Kavango

Kavango är en av tretton administrativa regioner i Namibia. I norr gränsar regionen till Cuando Cubango-provinsen i Angola och i sydöst till det nordvästra distriktet i Botswana. 

## Klimat
Regionen har mer nederbörd än de flesta andra delar av landet 

## Befolkning
Befolkningstätheten varierar oerhört inom regionen. De inre delarna av regionen är extremt glesbefolkade medan den del av regionen som ligger längst norrut, särskilt längs Okavangofloden, är tämligen tätbebyggd. 